# 甘乃威

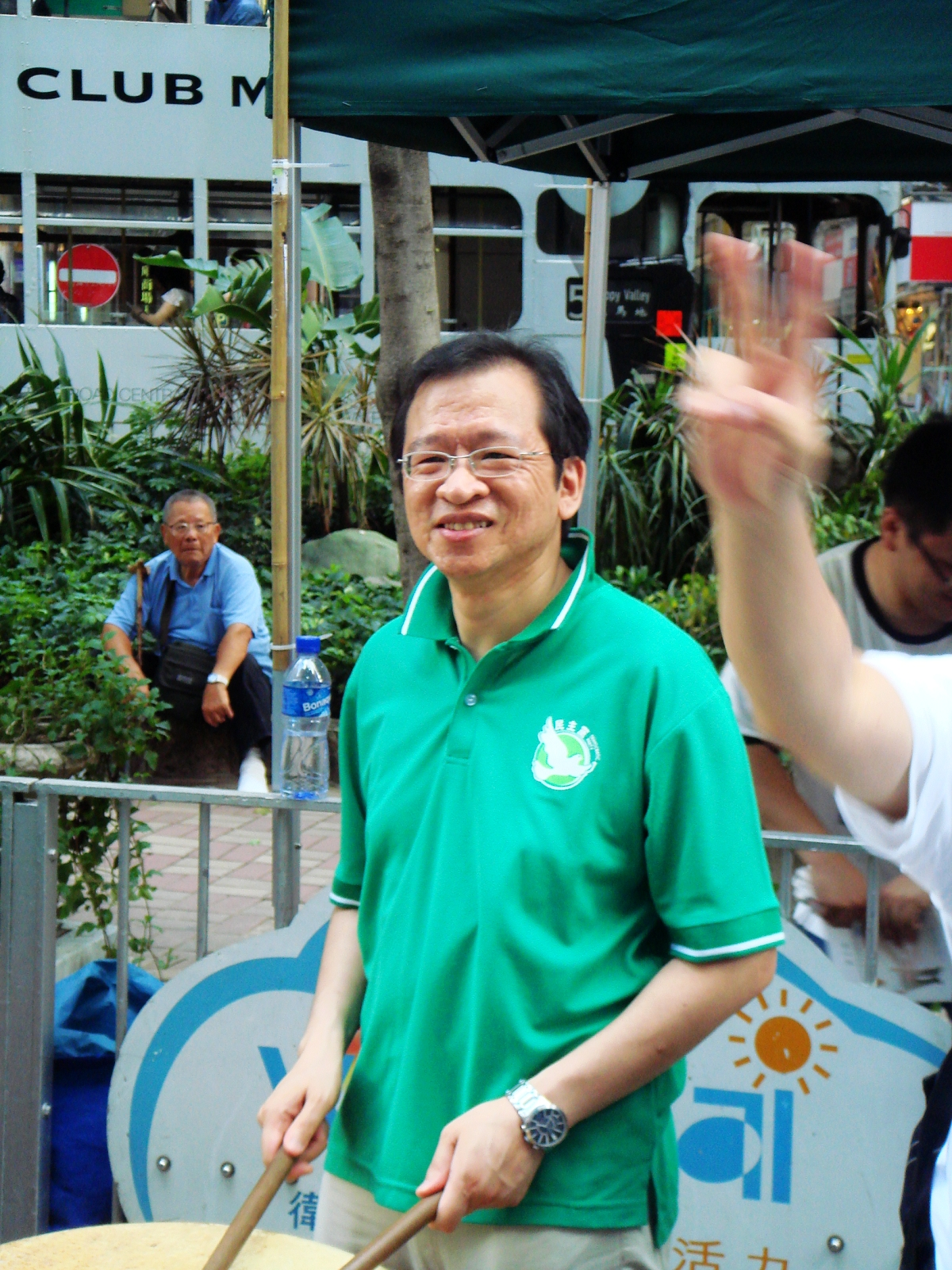
甘乃威（2008年）

甘乃威，MH（1960年11月1日—），生於香港，籍貫廣東新會，前香港立法會議員及前香港中西區區議會上環選區議員及前香港中西區區議會主席，是註冊社會工作者。

## 簡歷
甘乃威是民主黨成員，曾任市政局議員，一直被視為民主黨內第二梯隊人物。他曾考慮參選2000年及2007年香港立法會港島選區補選，但是泛民主派最終推舉了其他人出選。甘是2000年香港立法會選舉香港島民主黨參選名單的第三位，因為名單得票數只能取兩席而沒有當選。
他先後畢業於聖公會基恩小學及威靈頓英文中學。1991年於城市理工學院取得社會工作文憑(優異)。2010年取得香港浸會大學公共行政管理碩士。
甘乃威於1991年的區議會選舉中，以10票之差落敗；1994年捲土重來，以超過70%得票擊敗民建聯對手，當選成為中西區區議員並連任至今。在1995年市政局選舉中，甘乃威亦以近六成得票，擊敗陳毓祥當選市政局議員；最後因時任香港特首董建華於2000年「殺局」而令甘成為其中一位「末代市政局議員」。
1996年，市政局主席梁定邦持有的廣安銀行正式上市，梁定邦被傳媒發現將其股票透過丁毓珠內部配售予市政局議員，各黨各派議員幾乎人人有份，引起公眾嘩然。甘乃威當時包辦了民主黨市政局議員統購廣安股票，起初辯稱沒有購買股票，後來在黨內壓力下向公眾道歉。
他又於2004年為取得中西區區議會主席席位，支持委任議員胡楚南爭取副主席，違反了民主黨不支持委任議員競逐主席及副主席的決定。甘乃威其後在黨內壓力下公開道歉及辭去區議會主席之位，並受黨內紀律聆訊，名聲再度蒙污。
甘乃威於2007年獲香港特別行政區政府頒發榮譽勳章（MH），表揚他在過去十多年對中西區的重要貢獻，但泛民部份議員卻認為是政府分化泛民之舉，因為很多年資比他深的泛民立法會議員也拒絕接受此勳章。
在2008年香港立法會選舉中，在楊森排第二的情況下，以甘乃威為首的民主黨參選名單在香港島選區取得39,808票，獲得一個議席，甘成為第四屆立法會議員之一，而楊森則連任失敗。
2012年，甘乃威基於曾在2009年發生甘乃威解僱女助理事件，宣佈放棄競逐連任，並改由單仲偕角逐港島區議席。
2015年香港區議會選舉及2019年香港區議會選舉，甘乃威成功連任。

### 支持撤回逃犯修訂修例
2019年7月18日，甘乃威於中西區區議會提出動議，強烈要求政府立即撤回修例、林鄭月娥下台、反對政府將反對逃犯條例修訂草案佔領行動之衝突定性為暴動、譴責警方粗暴鎮壓和平示威市民，以及成立獨立調查委員會等。惟動議最終在10票反對與5票贊成下被否決，無法通過。

## 甘乃威解僱女助理事件
2009年10月9日，香港立法會內務委員會通過啟動可取消議員資格的「譴責調查機制」去處理該事件，這是香港回歸後首次的譴責議員議案，如譴責議案最終獲得三分之二多數票通過，甘乃威將被褫奪議員資格。
2009年12月初，多名功能組別議員包括旅遊界議員謝偉俊提出「不得就譴責議案再採取任何行動」的議案，要求立法會終止調查。謝偉俊表示，立會的職責是處理涉及公眾利益的事務，而不是個人勞資糾紛，他認為由平等機會委員會處理更適合。。
12月9日，立法會議員展開辯論，最終否決之前所提出的終止譴責甘乃威議員議案。而同日甘乃威向媒體以及在場議員發出一份6月至9月期間《甘乃威就王麗珠女士表現的督導撮要》。撮要上指出，在工作期間王麗珠不愿出席會議、並沒有按照指示修改文件錯誤、無故提出放假要求、拒絕撰寫新聞稿、工作表現欠佳以及沒有在工作時間登陸MSN與甘乃威聯絡等。
2010年11月，負責調查事件的立法會委員會本已決定在女主角王麗珠拒絕作供下，開始撰寫調查報告，但委員會突然決定傳召甘乃威的另一前女助理呂小姐，並破天荒在立法會大樓外一個秘密地方閉門作供。

## 職業
議會工作：中西區區議會上環區議員及臨時區議會議員（1994至現在）、市政局議員及臨時市政局議員（1995至1999）、立法會議員（香港島選區，2008年至2012年）
社會服務：港同盟創會會員、民主黨創黨會員、榮譽勳章、民主黨環境事務發言人、民主黨民政事務發言人、民主黨雷曼金融產品發言人、安榮社會服務中心義務主任、民間監察2012特首選舉聯席召集人、設立八個地區議員辦事處及聯絡處
曾任職工作：燒味店兼職（70年代）、兒童中心、青少年中心（80年代）、項目經理顧問公司、議員辦事處（90年代）、 網絡電視、網上教育、公關顧問（2000年代）

## 外部連結
- 甘乃威網站（页面存档备份，存于）
- KAM NAI-WAI（页面存档备份，存于）
- 甘乃威涉及性騷擾解僱女助理事件

| 議會席位             | 議會席位                                                | 議會席位    |
| -------------------- | ------------------------------------------------------- | ----------- |
| 前任： 吳崇文 張有洪 | 中西區區議會 上環選區區議員 1994年10月1日－2021年7月7日 | 繼任： 懸空 |